# クリスチャン・ベール
クリスチャン・チャールズ・フィリップ・ベール（Christian Charles Philip Bale, 1974年1月30日 - ）は、イギリス出身のアメリカ合衆国の俳優。主にハリウッドで活躍している。身長183センチ。

## 来歴

### 生い立ち
イギリスのウェールズ・ペンブルックシャーでイングランド人の両親の元に生まれる。そのため、「生まれはウェールズであるが、自身はイングランド人であり、ウェールズ人ではない（“I was born in Wales but I'm not Welsh - I'm English.” ）」と本人も言及している。父親のデイビッド・ベールは元パイロット、母親のジェニー・ジェームズはサーカスの元ダンサー、祖父はコメディアンという家庭でショウビズの世界に親しむ。姉が3人おり、エリンはミュージシャン、シャノンはコンピュータ・エンジニア、ルイスは女優兼監督である。1976年、2歳でウェールズを離れ、ポルトガル、英オックスフォードシャーやボーンマスに居住した。1991年、17歳の時に両親の離婚で米ロサンゼルスで過ごした。

### キャリア
ミュージシャンを目指す長姉の影響で音楽の道を志すも、途中で役者志望に転向。10歳より演技をはじめ、演劇学校に入学。いくつかのCM出演を経て、1986年ローワン・アトキンソンの舞台『The Nerd』に出演。13歳の時にスティーヴン・スピルバーグ監督作品『太陽の帝国』（1987年公開）に、オーディション参加者4000人の中から選ばれ、主人公役で映画デビューを果たす。
2年間学業に専念した後、ケネス・ブラナーの『ヘンリー五世』で復帰。テレビ、映画での活躍が続いた後『ベルベット・ゴールドマイン』にグラム・ファンの新聞記者役で出演、新境地を開いた。ジョナサン・リース＝マイヤーズ、ユアン・マクレガーといった派手な登場人物の中にあって決して見劣りのしない深みのある演技でその存在感をアピール、高く評価される。
その後も着実にキャリアを重ね、『アメリカン・サイコ』では、昼間は一流企業のエリート、夜は殺人鬼という主人公を演じて注目され、2002年に主役を演じた『リベリオン』では、ガン=カタという激しいガンアクションをこなし、アクション俳優としての実績を重ねた。2005年の『バットマン ビギンズ』でブルース・ウェイン / バットマン役、2009年の『ターミネーター4』ではジョン・コナー役に抜擢され、大作アクション映画の主役として活躍する一方、人間ドラマを描く作品にもコンスタントに出演している。

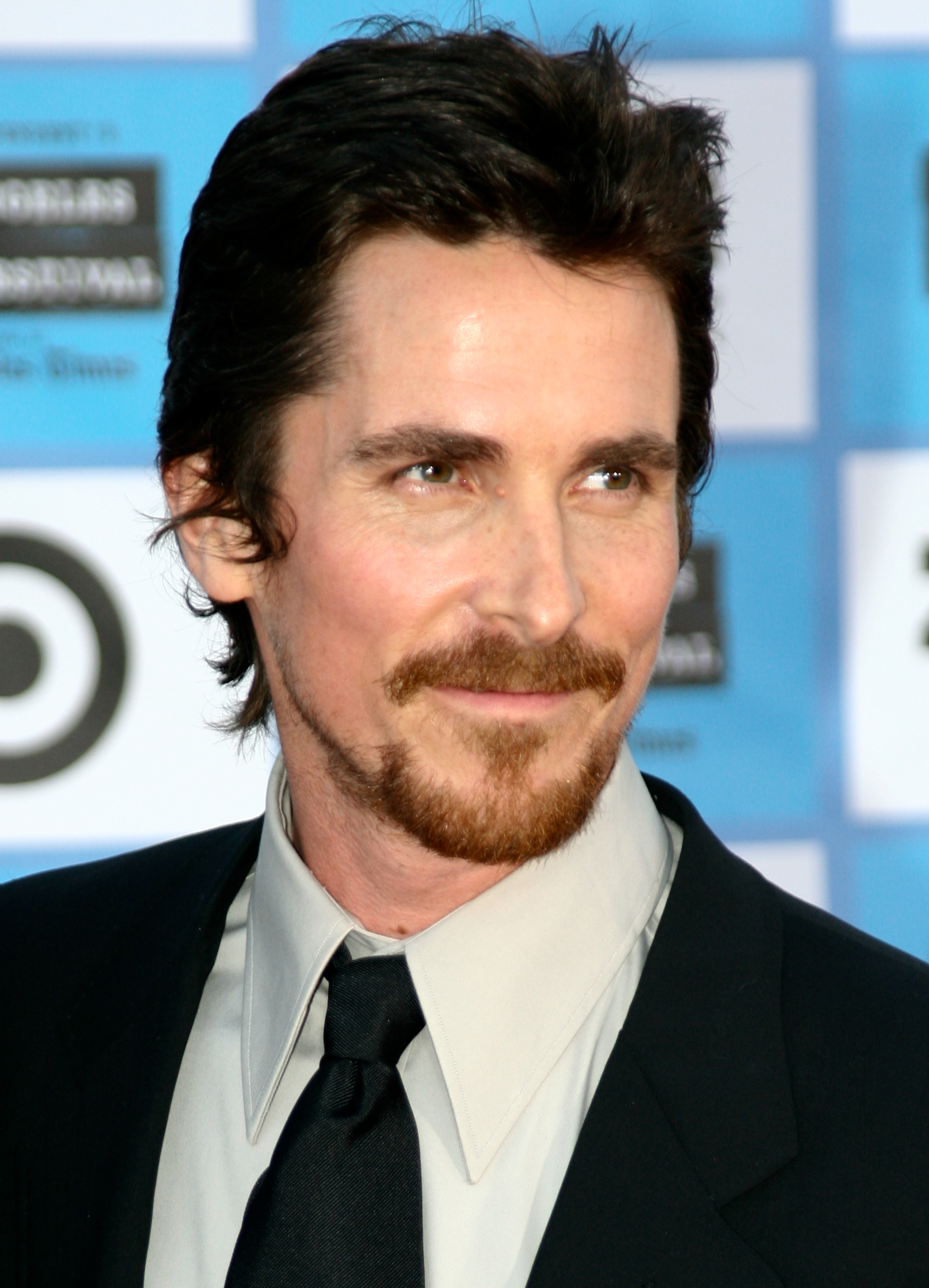
2009年、ロサンゼルス映画祭でのベール

2010年公開の『ザ・ファイター』で第68回ゴールデングローブ賞助演男優賞、第83回アカデミー賞助演男優賞を受賞。
声の出演としてはアメリカ版『ハウルの動く城』でハウル役を担当した。
2011年12月、南京大虐殺を描いた張芸謀監督作品『金陵十三釵』（原題）で主演し、同作品を中国のプロパガンダとする批判に反論した。しかし、同作品のキャンペーンで訪中した際に軟禁状態にある陳光誠を訪問しようとして中国当局とトラブルを起こしたことでアカデミー賞の受賞の可能性は消えた。
2013年公開の『アメリカン・ハッスル』で第86回アカデミー賞主演男優賞、2015年公開の『マネー・ショート 華麗なる大逆転』で第88回アカデミー賞助演男優賞、2018年公開の『バイス』で第91回アカデミー賞主演男優賞にノミネートされた。
2022年公開のマーベル・シネマティック・ユニバースの映画『ソー:ラブ&サンダー』では、ヴィランのゴアを演じた。

### 役作り
映画『マシニスト』（2004年）では、1年間寝ていない主人公を演じるために4ヶ月の間、1日ツナ缶1つ・リンゴ1個だけの食事で過ごしたという。脚本を気に入り自ら監督に出演を申し出た本人は更に過激に痩せようとしたが、周りに止められ断念したという。それでも十分過ぎる程の病的なまでに痩せ細った身体を披露しており、最終的に63ポンド（約30キロ）減量で54キロまで体重を減らしたが、さらにそのすぐ後『バットマン ビギンズ』の撮影が控えていたため、体格を戻す為に大量のアイスクリームなどを摂取し、6ヶ月で体重190ポンド（86キロ）までウエイトアップという過酷なトレーニングをやり遂げた。2010年公開の『ザ・ファイター』では、コカイン中毒の元ボクサーを演じるにあたり13キロの減量だけではなく、実際に髪の毛を抜き、歯並びまでも変えて役作りに挑んだ。2013年の『アメリカン・ハッスル』では肥満体の天才詐欺師を演じるにあたり、ドーナツやチーズバーガーなどの高カロリー食品を大量摂取し激太りさせた。

## 私生活
2000年1月29日に元モデルでウィノナ・ライダーのアシスタントをしていたサンドラ・ブラジッチ（Sandra Blažić）と結婚（出会いは1994年の映画『若草物語』撮影現場）。2005年3月27日に長女（エメライン）が誕生。
様々なチャリティ等に参加しているようである。大の動物好きで、愛護運動にも参加している。また、反捕鯨団体シーシェパードのスポンサーの一人でもある。近年はバットマン役を演じたことから、バットマンファンとの交流を深めている。2012年7月にコロラド州で起こったオーロラ銃乱射事件に際しても、自らの意志でオーロラを訪問し病院の入院患者を見舞っており、同年9月にはバットマンファンの4歳の白血病の少年とその家族をディズニーランドに招待、2013年には8歳の白血病の少年と電話で交流を図っていることが報じられた。これらの活動は高く評価されており、ネットでは「真のヒーロー」と称賛する声も多い。

### 論争
2008年7月22日に母親と姉に対する暴行容疑で逮捕されたが、後に不起訴になった。この時クリスチャン・ベールは直接的な暴力を振るったわけではなく、二人を罵倒し、母親を突き飛ばしただけで、二人に怪我はなかったと言われている。
2008年7月に『ターミネーター4』（2009年公開）の撮影で、撮影監督が本番中にもかかわらずにセット内にいたことに腹を立て、「気が散る」という理由で4分間にわたって放送禁止用語まじりの言葉を怒鳴り散らした。2009年2月にこのテープが流出してしまった。後に本人はラジオ番組でこの件について、「自分でも信じられないほど、非常に常軌を逸した行動をしてしまいました。不良少年のように未熟な振る舞いをしてしまい、非常に後悔しています。おそらく、皆さんが今まで聞いたことのないようなヒドイ内容のテープだったでしょう。そのことについて、弁解をする気はありません。」と述べ、冗談の種にされるのは自業自得だと語った。同番組内でベールは「あの作品は私だけでなく、監督、スタッフの皆さんが一生懸命制作した作品です。非常に素晴らしい作品なので、私があんな馬鹿なことをしたから見たくないとだけは思わないでください」と監督、スタッフを気遣う発言をした。彼は撮影監督に謝罪し当日中に関係を修復しているという。また、このテープは、ベールがこの問題をきっかけに降板した場合のことを考え、保険会社に提出することを想定し、万が一のため録音されたものだった。更に、ベールは『ターミネーター4』の出演を3回も断ったが、制作側から「ジョンの演技ができないのか」と挑発的な発言を投げかけられ、災いしてしまいオファーを受けてしまったと後のインタビューで明かしている。

## フィルモグラフィ
※役名の太字表記は主演。

### 映画

#### 劇場公開映画
| 年   | 題名                                                      | 役名                                                  | 備考                                                                                                   | 吹き替え                                                                                         |
| ---- | --------------------------------------------------------- | ----------------------------------------------------- | --- | ------------------------------------------------------------------------------------------------ |
| 1987 | ミオとミラミス 勇者の剣 Mio min Mio                       | ユムユム / ベンカ                                     | | 菊池英博（VHS版） 高山みなみ（DVD版）                                                            |
| 1987 | 太陽の帝国 Empire of the Sun                              | ジム・グラハム                                        | （吹き替え版なし）                                                                                     |                                                                                                  |
| 1987 | 太陽の帝国 序章〜チャイナ・オデッセイ〜 The China Odyssey | 本人                                                  | ドキュメンタリー                                                                                       | 山田栄子                                                                                         |
| 1989 | ヘンリー五世 Henry V                                      | 少年                                                  | |                                                                                                  |
| 1992 | ニュージーズ Newsies                                      | ジャック・“カウボーイ”・ケリー / フランシス・サリバン | 川島得愛（NHK-BS2版）                                                                                  |                                                                                                  |
| 1993 | スウィング・キッズ Swing Kids                             | トーマス・バーガー                                    | 別題『スウィング・キッズ -引き裂かれた青春-』                                                          | 子安武人                                                                                         |
| 1994 | Prince of Jutland                                         | アムレッド                                            | | N/A                                                                                              |
| 1994 | 若草物語 Little Women                                     | セオドア・“ローリー”・ローレンス                      | 家中宏                                                                                                 |                                                                                                  |
| 1995 | ポカホンタス Pocahontas                                   | トーマス                                              | 声の出演                                                                                               | 松澤重雄                                                                                         |
| 1996 | ある貴婦人の肖像 The Portrait of a Lady                   | エドワード・ロジェ                                    | | 高瀬右光                                                                                         |
| 1996 | シークレット・エージェント The Secret Agent               | スティーヴィー                                        | 浪川大輔                                                                                               |                                                                                                  |
| 1997 | メトロランド Metroland                                    | クリス・ロイド                                        | （吹き替え版なし）                                                                                     |                                                                                                  |
| 1998 | ベルベット・ゴールドマイン Velvet Goldmine                | アーサー・スチュワート                                | 坪井智浩                                                                                               |                                                                                                  |
| 1998 | コーンウォールの森へ All the Little Animals               | ボビー・プラット                                      | |                                                                                                  |
| 1999 | 真夏の夜の夢 A Midsummer Night's Dream                    | ディミトリアス                                        | 宮本充                                                                                                 |                                                                                                  |
| 2000 | アメリカン・サイコ American Psycho                        | パトリック・ベイトマン                                | 草尾毅（ソフト版） 神保良介（Netflix版）                                                               |                                                                                                  |
| 2000 | シャフト Shaft                                            | ウォルター・ウェイド・Jr                              | 山野井仁                                                                                               |                                                                                                  |
| 2001 | コレリ大尉のマンドリン Captain Corelli's Mandolin         | マンドラス                                            | 小山力也                                                                                               |                                                                                                  |
| 2002 | しあわせの法則 Laurel Canyon                              | サム・ベントリー                                      | （吹き替え版なし）                                                                                     |                                                                                                  |
| 2002 | サラマンダー Reign of Fire                                | クイン・アバクロンビー                                | 小山力也                                                                                               |                                                                                                  |
| 2002 | リベリオン Equilibrium                                    | ジョン・プレストン                                    | 小山力也                                                                                               | 別題『リベリオン -反逆者-』                                                                      |
| 2004 | マシニスト El Maquinista                                  | トレバー・レズニック                                  | 小山力也                                                                                               |                                                                                                  |
| 2004 | ハウルの動く城 Howl's Moving Castle                       | ハウル                                                | 声の出演（英語版吹き替え）                                                                             | 木村拓哉（原語版の声優）                                                                         |
| 2005 | バットマン ビギンズ Batman Begins                         | ブルース・ウェイン / バットマン                       | | 檀臣幸（劇場公開版） 東地宏樹（日本テレビ版） 高橋広樹（フジテレビ版）                           |
| 2005 | ニュー・ワールド The New World                            | ジョン・ロルフ                                        | 鉄野正豊                                                                                               |                                                                                                  |
| 2005 | バッドタイム Harsh Times                                  | ジム・ルーサー・デイヴィス                            | 兼製作総指揮                                                                                           | 森川智之                                                                                         |
| 2006 | 戦場からの脱出 Rescue Dawn                                | ディーター・デングラー中尉                            | | 檀臣幸                                                                                           |
| 2006 | プレステージ The Prestige                                 | アルフレッド・ボーデン                                | 東地宏樹                                                                                               |                                                                                                  |
| 2007 | 3時10分、決断のとき 3:10 to Yuma                          | ダン・エヴァンス                                      | 檀臣幸                                                                                                 |                                                                                                  |
| 2007 | アイム・ノット・ゼア I'm Not There                        | ジャック / ジョン牧師（ボブ・ディラン）               | （吹き替え版なし）                                                                                     |                                                                                                  |
| 2008 | ダークナイト The Dark Knight                              | ブルース・ウェイン / バットマン                       | 檀臣幸（ソフト版） 藤真秀（テレビ朝日版）                                                              |                                                                                                  |
| 2009 | ターミネーター4 Terminator Salvation                      | ジョン・コナー                                        | 檀臣幸                                                                                                 |                                                                                                  |
| 2009 | パブリック・エネミーズ Public Enemies                     | メルヴィン・パーヴィス捜査官                          | 東地宏樹                                                                                               |                                                                                                  |
| 2010 | ザ・ファイター The Fighter                                | ディッキー・エクランド                                | アカデミー助演男優賞受賞 ゴールデングローブ賞 助演男優賞受賞                                           | 山路和弘                                                                                         |
| 2011 | 金陵十三釵                                                | ジョン・ミラー                                        | | N/A                                                                                              |
| 2012 | ダークナイト ライジング The Dark Knight Rises             | ブルース・ウェイン / バットマン                       | 檀臣幸                                                                                                 |                                                                                                  |
| 2014 | ファーナス/訣別の朝 Out of The Furnace                    | ラッセル・ベイズ                                      | 東地宏樹                                                                                               |                                                                                                  |
| 2014 | アメリカン・ハッスル American Hustle                      | アーヴィン・ローゼンフェルド                          | アカデミー主演男優賞ノミネート ゴールデングローブ賞 主演男優賞（ミュージカル・コメディ部門）ノミネート | 宮内敦士                                                                                         |
| 2014 | エクソダス:神と王 Exodus:Gods and Kings                   | モーゼ                                                | | 宮内敦士                                                                                         |
| 2015 | 聖杯たちの騎士 Knight of Cups                             | リック                                                | 加瀬康之                                                                                               |                                                                                                  |
| 2015 | マネー・ショート 華麗なる大逆転 The Big Short             | マイケル・バーリ                                      | アカデミー助演男優賞ノミネート ゴールデングローブ賞 主演男優賞（ミュージカル・コメディ部門）ノミネート | 宮内敦士                                                                                         |
| 2016 | THE PROMISE/君への誓い The Promise                        | クリス・マイヤーズ                                    | | （吹き替え版なし）                                                                               |
| 2017 | 荒野の誓い Hostiles                                       | ジョー・ブロッカー大尉                                | 宮内敦士                                                                                               |                                                                                                  |
| 2018 | バイス Vice                                               | ディック・チェイニー                                  | 宮内敦士                                                                                               | ゴールデングローブ賞 主演男優賞（ミュージカル・コメディ部門）受賞 アカデミー主演男優賞ノミネート |
| 2019 | フォードvsフェラーリ Ford v Ferrari                       | ケン・マイルズ                                        | 宮内敦士                                                                                               | ゴールデングローブ賞 主演男優賞（ドラマ部門）ノミネート                                          |
| 2022 | ソー:ラブ&サンダー Thor: Love and Thunder                 | ゴア・ザ・ゴッド・ブッチャー                          | | 子安武人                                                                                         |
| 2022 | アムステルダム Amsterdam                                  | バート・ベレンゼン                                    | 兼製作                                                                                                 | 高橋広樹                                                                                         |
| 2023 | 君たちはどう生きるか The Boy and the Heron                | 勝一                                                  | 声の出演（英語版吹き替え）                                                                             | 木村拓哉（原語版の声優）                                                                         |
| 2025 | ザ・ブライド!（原題） The Bride!                          | フランケンシュタインの怪物                            | 撮影中                                                                                                 |                                                                                                  |
| TBA  | Madden                                                    | アル・デービス                                        | |                                                                                                  |

#### テレビ映画
| 年   | 題名                                                       | 役名               | 備考               | 吹き替え |
| ---- | ---------------------------------------------------------- | ------------------ | ------------------ | -------- |
| 1986 | アナスタシア/光・ゆらめいて Anastasia: The Mystery of Anna | アレクセイ         |                    | 不明     |
| 1990 | デビルズ・パイレーツ Treasure Island                       | ジム・ホーキンス   | （吹き替え版なし） |          |
| 1991 | 高貴なる殺人 A Murder of Quality                           | ティム・パーキンス | （吹き替え版なし） |          |
| 1999 | 聖母マリア Mary, Mother of Jesus                           | イエス             | 別題『ジーザス』   | 宮本充   |

#### WEB配信映画
| 年   | 題名                              | 役名                   | 配信局  | 備考                          | 吹き替え |
| ---- | --------------------------------- | ---------------------- | ------- | ----------------------------- | -------- |
| 2018 | モーグリ: ジャングルの伝説 Mowgli | バギーラ               | Netflix | 声の出演 モーションキャプチャ | 宮内敦士 |
| 2022 | ほの蒼き瞳 The Pale Blue Eye      | オーガスタス・ランドー | Netflix | 兼製作                        | 内田夕夜 |

### テレビシリーズ

#### テレビドラマ
| 年   | 題名                 | 役名         | 備考                    |
| ---- | -------------------- | ------------ | ----------------------- |
| 1987 | Heart of the Country | ベン・ハリス | ミニシリーズ、計4話出演 |

## 日本語吹き替え
主に担当しているのは、以下の二人である。
檀臣幸
『バットマン ビギンズ』（劇場公開版）で初担当。以降、2013年に亡くなるまで専属（フィックス）に近い形で様々な作品でベールの声を当てた。
宮内敦士
2013年の『アメリカン・ハッスル』で初担当。以降、大半の作品の吹き替えを担当している。
このほかにも、東地宏樹、小山力也、高橋広樹、宮本充、子安武人なども複数回、声を当てている。